# تشارلز أ. بلات
تشارلز أ. بلات (بالإنجليزية: Charles A. Platt)‏ هو فنان ومهندس معماري ورسام ومهندس المناظر الطبيعية أمريكي، ولد في 16 أكتوبر 1861 في نيويورك في الولايات المتحدة، وتوفي في 12 سبتمبر 1933.